# Pronephrium scopulorum
Pronephrium scopulorum är en kärrbräkenväxtart som beskrevs av Holtt. Pronephrium scopulorum ingår i släktet Pronephrium och familjen Thelypteridaceae. Inga underarter finns listade.